# مدل K (ماشین حساب)
مدل K یک جمع کننده باینری 2 بیتی اولیه بود که در سال 1937 توسط جورج استیبیتز، دانشمند آزمایشگاه بل، به عنوان اثبات مفهومی، با استفاده از رله های قراضه و نوارهای فلزی از یک قوطی حلبی ساخته شد. "K" در "Model K" از " kitchen table"، به معنای میز آشپزخانه، آمده است. زیرا او مدل K را روی میز آشپزخانه مونتاژ کرد..